# باسم يوسف شو
باسم يوسف شو (+B) هو برنامج قدمه الدكتور باسم يوسف أحد الأطباء جراحة القلب في مصر، بدأ بثه بعد ثورة 25 يناير وبُثت حلقاته على اليوتيوب، وهدف البرنامج هو توضيح صورة الاعلام المضلل خلال ثورة 25 يناير والتي كانت واضحة على التلفزيون المصري وبعض الفضائيات وكان باسم يوسف في كل حلقة يأخذ مثال للاعلام المضلل مثل : طلعت زكريا ومذيعى التلفزيون المصري وعفاف شعيب وغيرهم وبالرغم من أن حلقات البرنامج يغلب عليها الجانب الكوميدى إلا أن البرنامج كان له هدف آخر وهو توضيح وتصحيح التضليل الاعلامى.
بلغت مشاهدات حلقات البرنامج على موقع يوتيوب أكثر من 5 ملايين مشاهدة كما بلغ عدد معجبي صفحة البرنامج على موقع الفيس بوك أكثر من 2 مليون.